# Orsa
Pour les articles homonymes, voir Own Risk and Solvency Assessment et Orsa.

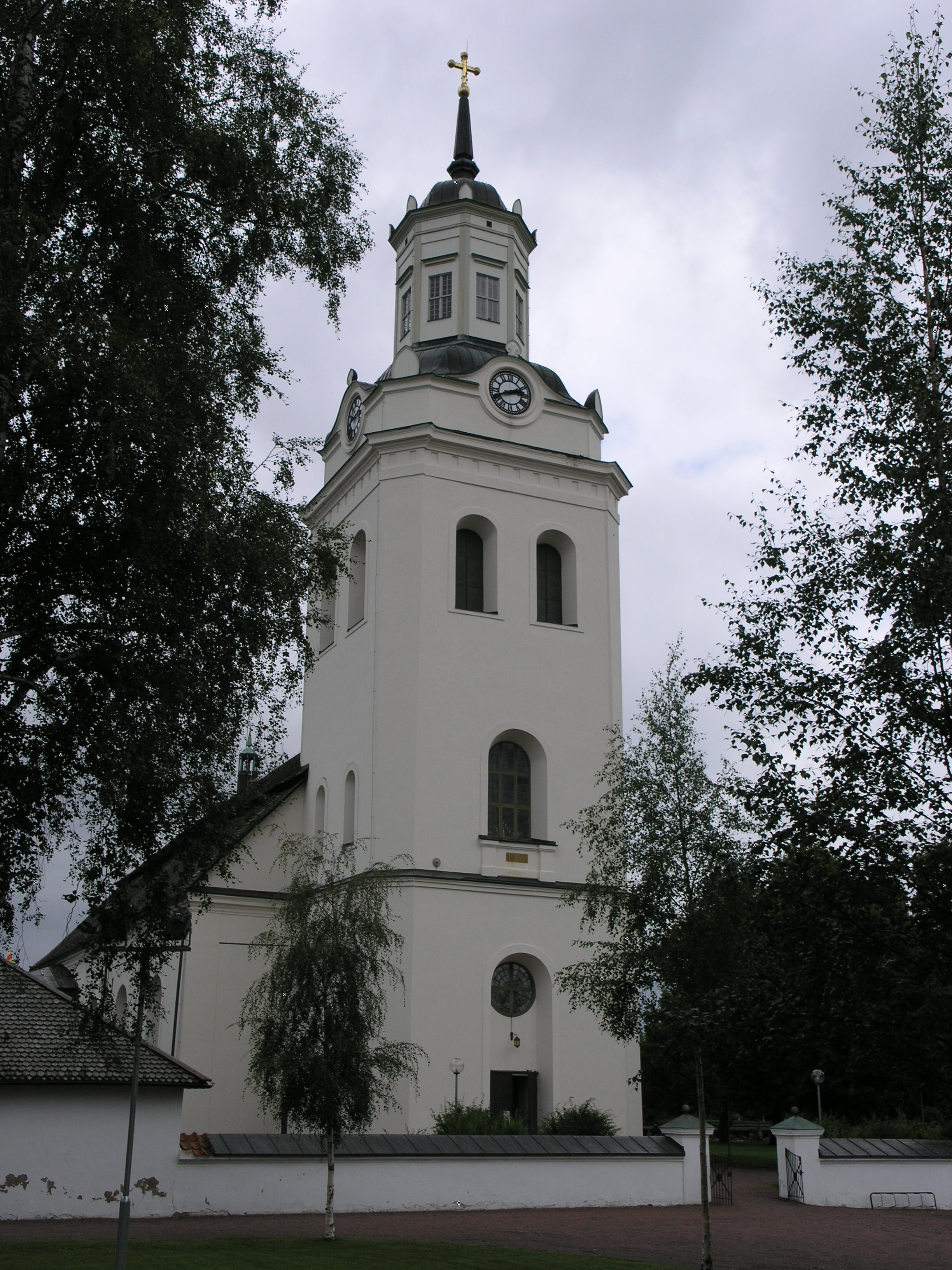
Église d'Orsa.

Orsa est une ville de Suède, chef-lieu de la commune d'Orsa dans le comté de Dalécarlie.
Elle abrite un des plus grands parc zoologique consacré aux ours blancs.